# Bugatti Bolide
Bugatti Bolide — спортивный автомобиль, разработанный компанией Bugatti Engineering GmbH в Вольфсбурге и производимый в Мольсеме компанией Bugatti Automobiles S.A.S. с 13 августа 2021 года.

## Описание
Впервые Bugatti Bolide был представлен 28 октября 2020 года. Из-за слишком мощного двигателя автомобиль не может эксплуатироваться на дорогах общего пользования.
По словам производителя, Bolide оснащён 8,0-литровым двигателем W16 массой 0,67 кг/л. с. Также было объявлено, что Bolide станет последней моделью с двигателем W16.
Название Bolide произошло от французского le bolide, что в переводе означает гоночный автомобиль. С апреля 2023 года серийно выпускается гиперкар.

## Технические характеристики
Bugatti Bolide оснащён 8,0-литровым двигателем W16 с четырьмя турбонаддувами, который сочетается в паре с семиступенчатой трансмиссией с двумя сцеплениями, как и у Bugatti Chiron Super Sport 300 +. Мощность двигателя составляет более 1361 кВт (1825 л. с.), а крутящий момент — 1850 Н⋅м.
До 100 км/ч автомобиль разгоняется за 2,17 сек., до 200 км/ч — за 4,36 сек., до 300 км/ч — за 7,4 сек., до 400 км/ч — за 12,1 сек., а до 500 км/ч — за 20,1 сек.

## Галерея

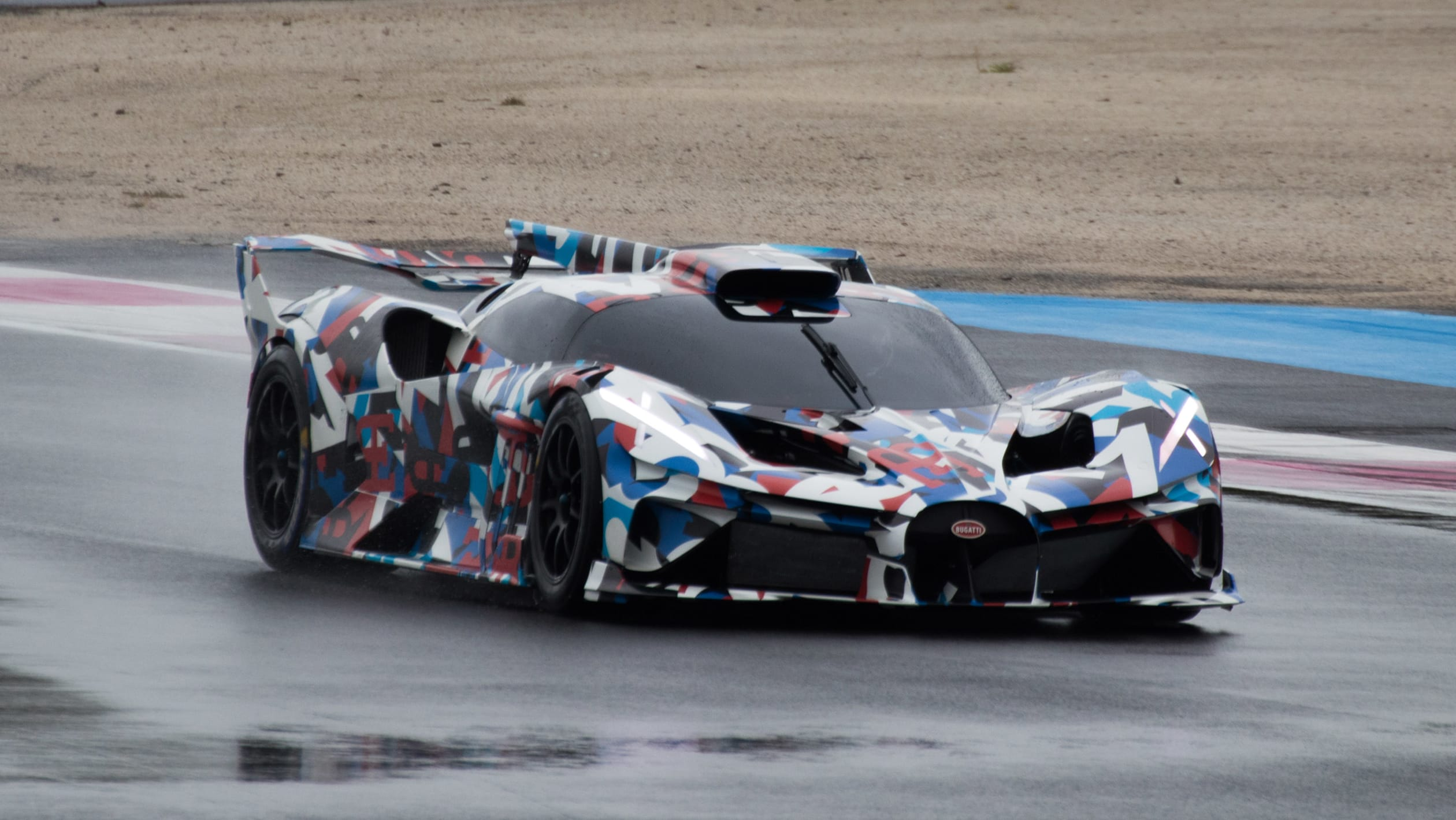
Bugatti Bolide на трассе Поль Рикар
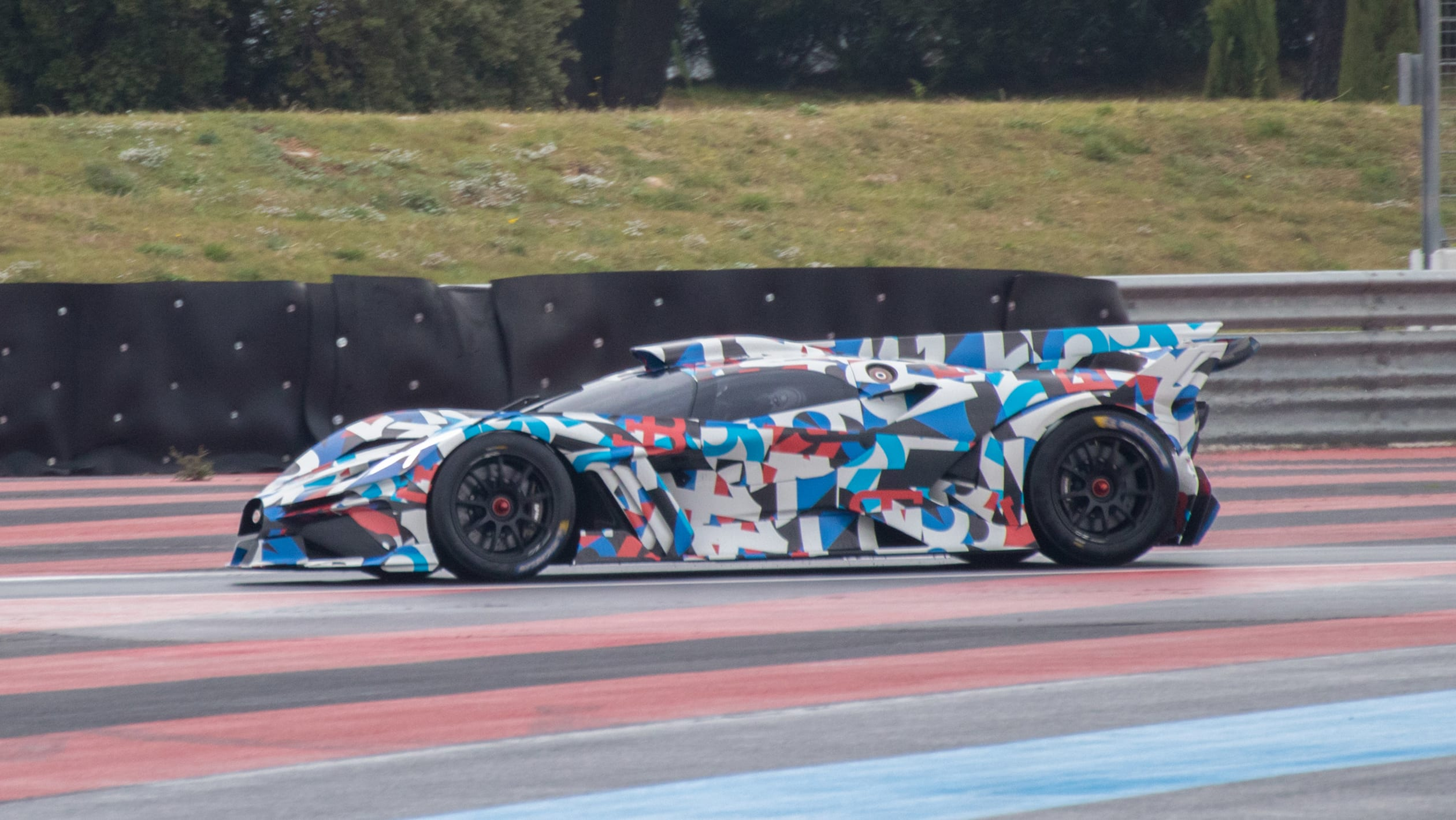
Вид сбоку
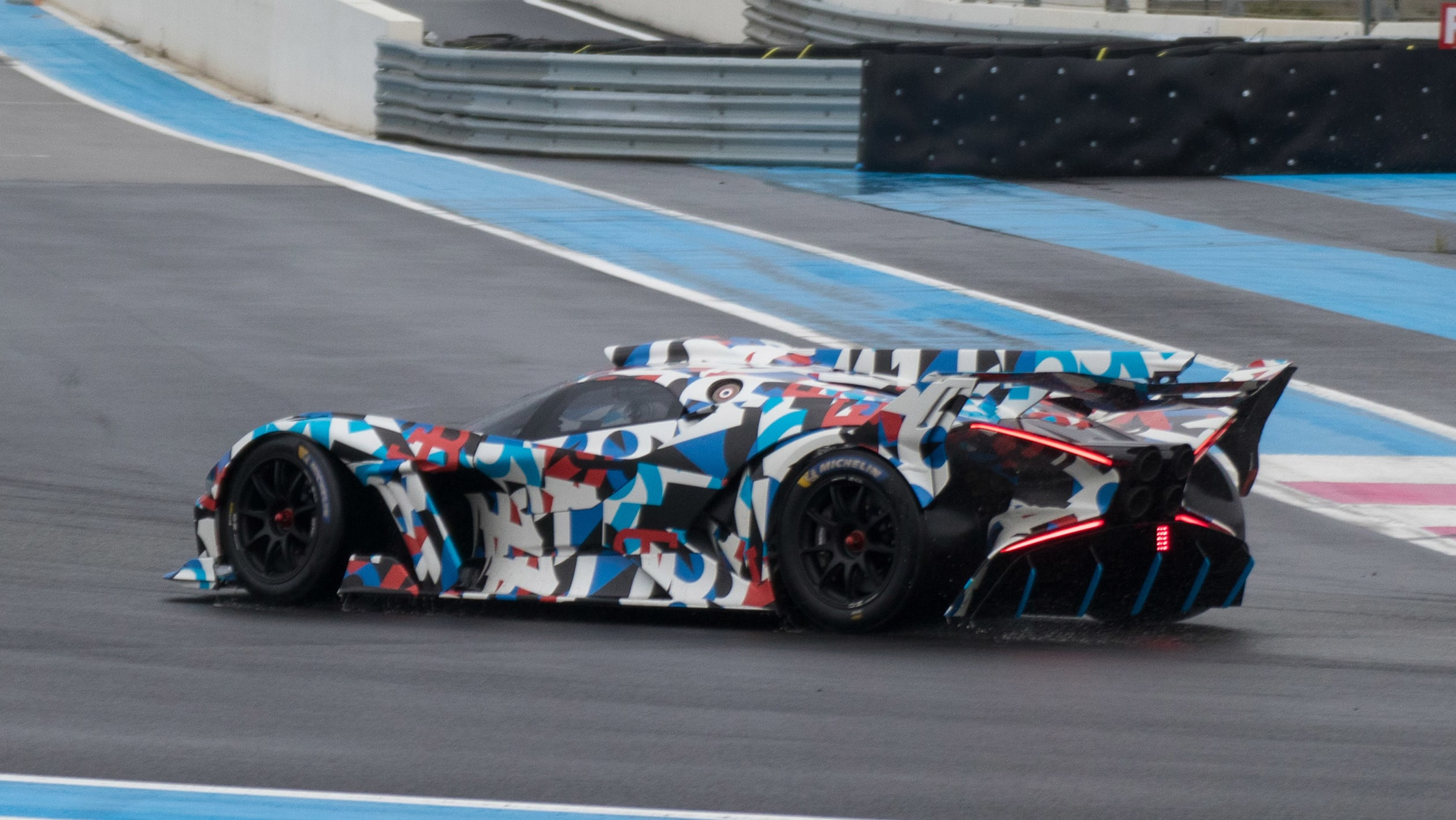
Вид сзади